# Ranua
Ranua è un comune finlandese di 3618 abitanti, situato nella regione della Lapponia.